# Upplands runinskrifter 1016
Upplands runinskrifter 1016 (U 1016) är en vikingatida runsten av ljus grovkornig granit i Fjuckby, Ärentuna socken och Uppsala kommun. Runsten i gråsten, 1,85 meter hög, 1,6 meter bred och 0,52 meter tjock. Rektangulär genomskärning, avsmalnande uppåt, snett avslagen topp. Inskription på Östra sidan. Lutar 15cm åt Väster.
Informationstavlan från Riksantikvarieämbeter framför följande information: Stenen står troligen på eller nära den plats där den ursprungligen restes. Den okände ristaren har valt en ornamentik som inte har någon direkt motsvarighet bland de uppländska runristningarna. Inskriftens skador gör att namnet på Ljuts andre son, den som hade återvänt från sina färder till Grekand, inte längre är läsbart.

## Inskriften
Translitterering av runraden:
liutr : sturimaþr · riti : stain : þinsa : aftir : sunu · sina : sa hit : aki : sims uti furs : sturþ(i) · -(n)ari · kuam ·: hn krik·:hafnir : haima tu : ...-mu-... ...(k)(a)(r)... (i)uk (r)(u)-(a) · ...
Normalisering till runsvenska:
Liutr styrimaðr retti stæin þennsa æftiʀ sunu sina. Sa het Aki, sem's uti fors. Styrði [k]nærri, kvam hann Grikkhafniʀ, hæima do ... ... hiogg(?) ru[n]aʀ(?) ...
Översättning till nusvenska:
Ljut skeppshövding reste denna sten till minne av sina söner. Den hette Ake, som förgicks utomlands. Han styrde skeppet, han kom till Greklands hamnar, han dog hemma ...»
Senare delen av inskriften har metrisk form: 
-- -- --      styrði knærri.

På grund av alittereration med styrði ska passande namnet ha börjat med st-: Stæinn, Stærkarr, Styrr, Styrfastr e. dyl. T.ex. 